# 히가시아자이군

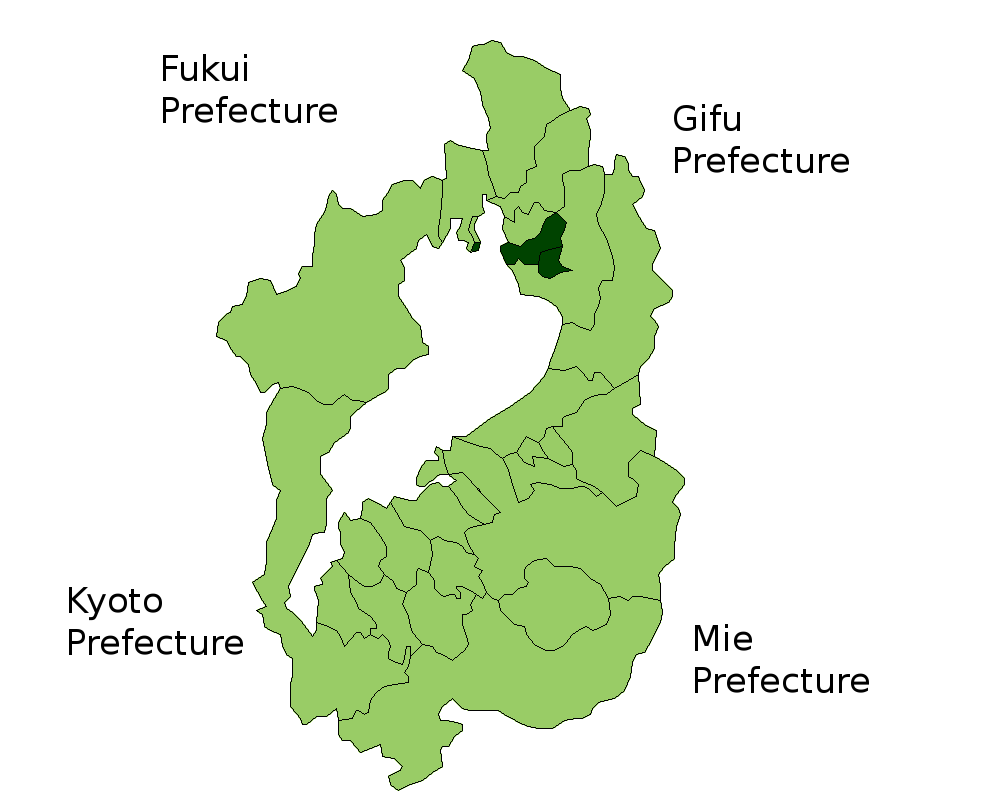
히가시아자이 군의 위치

히가시아자이군(일본어: 東浅井郡, ひがしあざいぐん)은 일본 시가현에 있었던 군이다. 면적은 52.21km2이고 인구는 2009년 11월 1일 기준으로 14,332명이다.
2009년 12월 31일 시점으로 2개의 정으로 이루어져 있었다.
- 고호쿠 정(湖北町)
- 도라히메 정(虎姫町)

## 역사
- 1971년 4월 1일 - 비와 촌이 비와 정으로 승격하였다.
- 2006년 2월 13일 - 아자이 정, 비와 정이 나가하마시와 합병해 나가하마 시가 성립, 군에서 이탈하였다.
- 2010년 1월 1일 - 고호쿠 정, 도요히메 정이 나가하마 시에 편입되고 히가시아자이 군은 소멸되었다.